# 설파독신/피리메타민
설파독신/피리메타민(Sulfadoxine/pyrimethamine)은 팬시다르라는 상품명으로 판매되는 복합제로 말라리아를 치료하는 데 사용된다. 여기에는 설파독신(설폰아마이드)과 피리메타민(항기생충제)이 포함된다. 말라리아 치료에는 일반적으로 아르테수네이트와 같은 다른 항말라리아제와 함께 사용된다. 말라리아 발병률이 중등도 또는 높은 아프리카 지역에서는 임신 2기 및 3기에 3회 투여가 권장된다.
부작용으로는 설사, 발진, 가려움증, 두통, 탈모 등이 있다. 드물게는 심각한 알레르기 반응이나 독성 표피 괴사와 같은 발진이 발생할 수 있다. 설파제 알레르기나 심각한 간질환 또는 신장병이 있는 사람에게는 일반적으로 권장되지 않는다. 이 약은 말라리아의 폴린산 이용 능력을 차단하여 작용한다.
설파독신/피리메타민은 1981년 미국에서 처음으로 의료용으로 승인되었다. 이 약은 WHO 필수 의약품 목록에 포함되어 있다. 미국에서는 상업적으로 이용 가능하지 않다.

## 의료적 이용

### 말라리아
이 약은 미국에서 말라리아 치료 및 예방 목적으로 승인되었다. 이 조합은 P. falciparum에 의한 말라리아 치료에 더 효과적이며, P. vivax에 의한 말라리아는 클로로퀸이 더 효과적이지만, 종별 진단이 없는 경우 설파독신-피리메타민 조합이 적응증이 될 수 있다. 그러나 부작용으로 인해 더 이상 일상적인 예방약으로 권장되지 않으며, 심각한 말라리아 감염 치료 또는 다른 약이 효과가 없는 지역에서 예방 목적으로만 사용된다. 하지만 세계보건기구(WHO)는 아모디아퀸과 병용하여 소아에게 계절성 예방용으로 권장하고 있다.

### 기타
이 약은 또한 톡소플라스마증 및 뉴모시스티스 지로베치(Pneumocystis jiroveci) 폐렴의 치료 및 예방 조치로 사용되었다.

## 부작용
발생률에 따른 부작용은 다음과 같다.
흔함 (1% 이상):
- 과민 반응 (예: 가려움증, 접촉성 피부염, 두드러기)
- 골수 억제
- 위장 장애 (예: 메스꺼움, 구토, 설사)
- 두통

드물게 (1% 미만):
- 스티븐스-존슨 증후군
- 독성 표피 괴사
- 무과립구증
- 재생 불량성 빈혈
- 조혈 구조 장애
- 약물 유도 호산구 증가증
- 혈소판 감소증
- 간 괴사
- 간염
- 황달
- 간 비대
- 신독성

빈도 불명:
- 체중 감소
- 복부 경련
- 탈모
- 광과민성
- 피로
- 발열
- 다발성 신경염
- 위축성 설염
- 위염

- 비정상적인 간 기능 검사 결과 (예: 혈청 ALT, AST, 알칼리 인산분해효소 및 빌리루빈 농도 상승)

### 금기
이 약은 다음과 같은 경우에 금기이다.
- 엽산 결핍으로 인한 거대적아구빈혈
- 피리메타민, 설파제 또는 제형의 모든 성분에 대한 과민증
- 신부전 또는 간부전 환자 또는 혈액 질환 환자에서 반복적인 예방적 (장기간) 사용
- 생후 2개월 미만 영아
- 만삭 임신에서 예방
- 수유부에서 예방
- 급성 포르피린증

## 약리학
설파독신은 엽산 생합성에서 p-아미노벤조산과 경쟁하는 설파제 항생제이다. 피리메타민은 원생동물 다이하이드로폴레이트 환원효소의 선택적 억제제로 작용하여 엽산의 활성 형태인 테트라하이드로폴레이트의 합성을 막는다. 테트라하이드로폴레이트 생합성의 서로 다른 두 단계를 억제하기 때문에 두 약물 간에 상당한 시너지 효과가 발생한다.
| 약물동태학 매개변수 | 피리메타민    | 설파독신   |
| ------------------- | ------------- | ---------- |
| 반감기              | 111시간       | 169시간    |
| Cmax                | 0.2 mg/L      | 60 mg/L    |
| Tmax                | 4시간         | 4시간      |
| 단백질 결합         | 87%           | 90%        |
| 배설                | 신장 (16-30%) | 신장 (30%) |
| 대사                | 간            | 간         |